# Zweitmarkt für Lebensversicherungen
Unter dem Zweitmarkt für Lebensversicherungen versteht man einen Markt, in dem die Ansprüche aus bestehenden Lebensversicherungsverträgen während der Vertragslaufzeit gehandelt werden. Dies geschieht je nach Rechtslage durch Verträge, indem die Ansprüche des Versicherungsnehmers an Investoren vertraglich abgetreten werden oder aber, bevorzugt, wo die Investoren selbst die Ansprüche durch Eintritt in den Versicherungsvertrag als Versicherungsnehmer übernehmen. Der Übergang des Rechts wird entgeltlich durch einen Vertrag geregelt. Derzeit besteht in Deutschland nur die Möglichkeit, kapitalbildende Lebensversicherungen zu übertragen. Umgangssprachlich wird auch vom Handel mit „Gebrauchtverträgen“ (Second hand-Policen) gesprochen, zur Unterscheidung gegenüber dem Neuabschluss von Verträgen.

## Grundlagen
Will ein Versicherungsnehmer eine kapitalbildende Lebensversicherung vor Ablauf der Vertragslaufzeit beenden, insbesondere weil er Bargeld benötigt, besteht in den meisten Fällen die vertragliche Möglichkeit der vorzeitigen Beendigung des Versicherungsverhältnisses. Die meisten Verträge sehen hierfür die Möglichkeit vor, dass der Versicherer die bestehenden, aber noch nicht fälligen Ansprüche des Versicherungsnehmers zurückkauft. Hierzu zahlt der Versicherer an den Versicherungsnehmer den vertraglich bestimmten Rückkaufswert. Nach § 169 Versicherungsvertragsgesetz hat in Deutschland der Versicherungsnehmer einen Rechtsanspruch hierauf und der Rückkaufswert muss einen bestimmten Mindestwert auf der Basis des Anspruches gegen den Versicherer entsprechen, soweit vertraglich nicht, wie in den meisten Fällen üblich, sogar ein höherer Rückkaufswert vereinbart ist. In anderen Ländern, z. B. in Großbritannien, besteht ggf. kein Anspruch auf Rückkauf durch den Versicherer, zumindest liegt aber die Höhe des Rückkaufswertes in großem Umfang im Ermessen des Versicherers. Demzufolge kann der Rückkaufswert auch deutlich niedriger als der tatsächliche Wert des Anspruches des kündigenden Versicherungsnehmers sein. Hinzu kommt im Falle von Versicherungsnehmern, die in Deutschland besteuert werden, dass ggf. noch ein Teil der in dem Rückkaufswert enthaltenen rechnerischen Zinsen versteuert werden müssen, was das Ergebnis der Kündigung für den Versicherungsnehmer verschlechtert.
Der Wert der noch nicht fälligen Ansprüche des Versicherungsnehmers kann bei über Jahrzehnte laufende Verträge nur geschätzt werden und diese Schätzung ist mit großen Unsicherheiten behaftet. Insbesondere ist die Überschussbeteiligung, die einen wesentlichen Anteil an der Gesamtleistung des Versicherers ausmacht, nur sehr eingeschränkt vorhersagbar. Insbesondere im Ausland, z. B. in Großbritannien, ist die Überschussbeteiligung sehr schwankend und kann je nach vertraglichem Ablaufjahr zu wesentlichen Unterschieden führen. In Deutschland ist die Überschussbeteiligung im internationalen Vergleich eher verlässlich.
Investoren auf dem Zweitmarkt für Lebensversicherungen sind meist deutlich risikobereiter als Verbraucher. Zudem haben sie die Möglichkeit, durch Mischung und Streuung ihrer Anlage auf verschiedene Verträge insbesondere verschiedener Versicherer das Risiko durch Diversifikation zu mindern, was der einzelne Verbraucher nicht kann. Daher sind sie ggf. bereit für die Ansprüche des Versicherungsnehmers einen höheren Betrag als den Rückkaufswert, sogar wenn dieser höher als der allgemein geschätzte Wert ist, zu zahlen. Insbesondere wenn der Rückkaufswert – aus welchen Gründen auch immer – im Vergleich zu den bisher für den Vertrag gezahlten Beiträgen sehr niedrig ist, ist bei den Verbrauchern ein großes Interesse vorhanden, den von ihnen als enttäuschend empfundenen Rückkaufswert „aufzubessern“. Hierzu bietet der Zweitmarkt für Lebensversicherungen eine Möglichkeit.
Allerdings ist wie bei allen Märkten zu beachten, dass Anbieter und Nachfrager zusammengebracht werden müssen. Dies bewirkt Transaktionskosten, meist Vermittlerprovisionen, die den oft schon geringen Unterschied zwischen Rückkaufswert und dem Preis, den der Investor zu zahlen bereit ist, noch weiter mindern, so dass das Geschäft ggf. für beide Seiten nicht lukrativ ist. Allerdings sind z. B. in Großbritannien die Rückkaufswerte oft so niedrig, dass das Geschäft dennoch alle drei Beteiligten, den bisherigen Versicherungsnehmer, den Investor und den Vermittler, zufrieden stellt. In Deutschland ist dies wegen der relativ hohen Rückkaufswerte deutlich weniger der Fall.

## Geschichte
Der Gedanke, Ansprüche aus Lebensversicherungsverträgen zu verkaufen, wurde bereits im Jahre 1844 entworfen. In diesem Jahr konnten Versicherungsnehmer in Großbritannien ihre gemischte Lebensversicherung über den Londoner Finanzmakler Foster & Cranfield per Versteigerung an interessierte Investoren verkaufen.
In Deutschland sind hingegen erst seit 1998 einige Aufkäufer tätig und konnten einen Zweitmarkt für „gebrauchte“ Lebensversicherungen etablieren.

## Eigenschaften für den Verkäufer
Hat ein Versicherungsnehmer mit erst in weiterer Zukunft fälligen Ansprüchen aus einem Lebensversicherungsvertrag vorzeitig Geldbedarf, hat er bei der Veräußerung auf dem Zweitmarkt für Lebensversicherungen ggf. den Vorteil, dass ihm der Erwerber ein bis drei Prozent mehr als den Rückkaufswert zahlt. Je nach Ausgestaltung des Übertragungsvertrages bleibt der Versicherungsschutz für den ursprünglichen Versicherungsnehmer teilweise erhalten. Im Todesfall wird die Differenz zwischen Versicherungssumme und dem mit etwa neun Prozent verzinsten Kaufpreis abgezogen.
Allerdings bekommt bei weitem nicht jeder Veräußerungswillige überhaupt ein Angebot. Und nur wenn der Rückkauf steuerpflichtig wäre – etwa weil der Vertrag noch keine zwölf Jahre gelaufen ist – fällt wegen des Abzugs der Kapitalertragsteuer durch den Versicherer der Mehrerlös bei Veräußerung größer aus. Dann kann er auch 7 bis 15 Prozent betragen. Nach Angaben des Bundesministeriums der Finanzen ist der Erlös aus der Übertragung der Ansprüche für den Verkäufer in diesen Fällen nur noch bis zum 31. Dezember 2008 steuerfrei.

## Eigenschaften für den Versicherer
Für den Versicherer stellt die Größe und Stabilität des Versicherungskollektivs einen sehr großen Wert dar. Ein wesentlicher Teil der Aktivität eines Versicherers besteht darin, das Kollektiv zu vergrößern, um es leistungsfähiger zu machen. Durch den Zweitmarkt für Lebensversicherungen werden vorzeitige Beendigungen von Versicherungsverträgen vermindert und damit die Kollektive ohne zusätzliche Kosten für die Versicherer stabilisiert. Minderungen der Stornoquote machen für Versicherer die Kapitalanlage und die Risikodeckung ertragreicher. Im Gegenzug entfallen für die Lebensversicherung die kalkulierten Aufwände für die hohen Schlussüberschussanteile. Diese Beträge erhöhen also den Ertrag der anderen Versicherungsnehmer (und der Versicherungsgesellschaft).
Andererseits sind die Investoren wegen des deutlich höheren Eintrittspreises wesentlich stärker von den niemals ausschließbaren Schwankungen von Versicherungsleistungen, insbesondere aus der Überschussbeteiligung, betroffen. Dazu kommt, dass die Investitionen in Lebensversicherungen zu erheblichen Teilen mit Krediten finanziert werden, so dass steigende Zinsen ein weiteres Risiko darstellen. Tatsächlich beinhaltet die Anlage in Gebrauchtpolicen deshalb ein erhebliches Risiko.
In Großbritannien haben möglicherweise nicht ausreichend von den Organisatoren des Zweitmarktes über die Risiken informierte Investoren, die Verluste zu erleiden hatten, dann die Schuld bei den Versicherern gesucht. Diese mögliche Schwierigkeit macht Versicherer zögerlich, solche durchaus spekulativen Vorgehensweisen im Zweitmarkt für Versicherungen zu unterstützen. Zudem ist nicht klar, wie hoch die Leistungsfähigkeit des Zweitmarktes für Versicherungen ist. Wegen des doch recht hohen Risikos ist Kapital für diesen Markt nicht unbeschränkt verfügbar, berücksichtigt man das Volumen der betreffenden Rückkäufe. Vergleiche mit der Vergangenheit in Großbritannien sind nicht übertragbar, da dort den Investoren nicht immer ausreichend das übernommene Risiko klar war.

## Steuerliche Behandlung
Für den Verkäufer der Lebensversicherung entsteht derzeit keine Steuerpflicht beim Verkauf der Lebensversicherung. Mit der Einführung der Abgeltungsteuer am 1. Januar 2009 unterliegt der zum Verkaufstag erreichte Wertzuwachs jedoch dieser Steuer.

## Der Markt in Deutschland
Nach Aussagen des Bundesverbandes für Vermögensanlagen im Zweitmarkt Lebensversicherungen (BVZL) lag das Ankaufsvolumen 2006 bei 1,1 Mrd. Euro. Infolge der Finanzkrise sanken die Umsätze zunächst deutlich auf bis zu 100 Mio. Euro im Jahr 2009 ab. Seit 2009 konnte sich der Markt langsam erholen. 2012 lag das Ankaufsvolumen wieder bei 200 Millionen Euro, Tendenz steigend. Auf dem Zweitmarkt sind hauptsächlich diese Unternehmen als institutionelle Aufkäufer und Händler aktiv:
| Anbieter              | Mitglied BVZL | Ankaufsvolumen 2011 | Ankaufsvolumen 2012 | Ankaufsvolumen 2013 | Ankaufsvolumen 2014 |
| --------------------- | ------------- | ------------------- | ------------------- | ------------------- | ------------------- |
| Policen Direkt Gruppe | Ja            | 138 Mio. Euro       | 123 Mio. Euro       | 108 Mio. Euro       | 100 Mio. Euro       |
| Partner in Life S.A.  | Ja            | 107 Mio. Euro       | 58 Mio. Euro        | 85,7 Mio. Euro      | Keine Angabe        |
| Cash.life AG          | Ja            | 26,8 Mio. Euro      | 5,1 Mio. Euro       | Keine Angabe        | Keine Angabe        |
| Mercurius AG          | Ja            | Keine Angabe        | Keine Angabe        | Keine Angabe        | Keine Angabe        |
| Life Bond GmbH        | Ja            | Keine Angabe        | Keine Angabe        | Keine Angabe        | Keine Angabe        |
| BVZL Gesamtvolumen    | Ja            | 200 Mio. Euro       | 200 Mio. Euro       | 200 Mio. Euro       | 150 Mio. Euro       |

Die Mitgliedschaft im Bundesverband Vermögensanlagen im Zweitmarkt Lebensversicherungen (BVZL) e. V. galt als ein Qualitätskriterium für Zweitmarktunternehmen. Der Verband fungierte seit seiner Gründung im Mai 2004 als eine einheitliche Interessenvertretung in wirtschaftlichen, rechtlichen und politischen Fragen und steht im ständigen Dialog mit Politik, Meinungsbildnern, Öffentlichkeit und anderen Interessengruppen, um die Entwicklung der Branche weiter zu unterstützen. Ein Anliegen des BVZL war es unter anderem, Branchenstandards im Hinblick auf Transparenz und Vergleichbarkeit der unterschiedlichen Anlagesegmente zu installieren und somit Voraussetzungen für ein erfolgreiches Investment in diese sehr differenziert zu betrachtenden Assetklassen zu verbessern. Aufgrund von zahlreichen dubiosen Anbietern veröffentlichte der BVZL Qualitätskriterien für den Policenankauf. Der BVZL mit Sitz in München wurde 2024 aufgelöst.
Darüber hinaus gibt es zahlreiche Vermittler. Neben speziellen Zweitmarktvermittlern sind auch Banken, Finanzberater, Insolvenzverwalter und Steuerberater am Zweitmarkt beteiligt.
Auf dem Markt gibt es auch viele unseriöse Angebote. So wurde die Geschäftsführerin der Firma Dr. Mayer & Cie. GmbH im Herbst 2011 verhaftet. Diese Firma hatte ihren Kunden nur einen Teil des Kaufpreises ausgezahlt. Der andere Teil sollte verzinst und in jährlichen Raten gezahlt werden. Doch schon nach kurzer Zeit zahlte die Firma die Raten nicht mehr. Die Geschäftsführerin hatte die Policen bei der jeweiligen Versicherungsgesellschaft gekündigt, den Rückkaufswert kassiert und war mit dem Geld untergetaucht. Weiterhin gibt es Firmen, die den Kaufpreis nicht in einer Summe auszahlen, sondern in Raten. Vor Letzterem warnt unter anderem die Bundesanstalt für Finanzdienstleistungsaufsicht, während Ankäufer, die den Kaufpreis sofort auszahlen, nicht der BaFin-Kontrolle unterliegen. Darüber hinaus gibt es Ankäufer, die Policen unter Rückkaufswert bzw. gegen Gebühr aufkaufen. Neben Ankäufern, die Ratenzahlungen versprechen, warnt die Stiftung Warentest unter anderem auch vor Unternehmen, die Verträge gegen hohe Gebühren ankaufen und dann Nachzahlungen über Klagewege gegen die Versicherungsgesellschaften in Aussicht stellen.

## Belege
1. ↑  Presseerklärung des BVZL am 23. Januar 2007
2. ↑  Financial Times Deutschland - Lebensversicherungen - Zweitmarkt bricht zusammen (Memento vom 8. April 2009 im Internet Archive) vom 5. April 2009
3. ↑  BVZL Presseerklärung vom 6. März 2013 (Memento vom 4. November 2013 im Internet Archive) (PDF; 777 kB) Abgerufen am 24. Juli 2013
4. ↑  Pressemitteilung Policen Direkt vom 7. April 2014 (PDF; 120 kB) Abgerufen am 10. April 2015
5. ↑  Pressemitteilung Policen Direkt vom 5. März 2015 (PDF; 118 kB) Abgerufen am 29. April 2015
6. ↑  Pressemitteilung BVZL vom 2. April 2014 (Memento vom 14. April 2015 im Internet Archive) (PDF; 394 kB) Abgerufen am 10. April 2015
7. ↑  Pressemitteilung BVZL vom 23. April 2015 Abgerufen am 29. April 2015
8. ↑   Qualitätskriterien für den Verkauf deutscher Kapitalversicherungspolicen (Memento vom 27. Januar 2012 im Internet Archive) (PDF; 326 kB) Abgerufen am 22. Februar 2012.
9. ↑  wdr.de: Könnes kämpft!: Dieter Könnes stellt Millionenbetrügerin (Memento vom 24. Januar 2012 im Internet Archive), abgerufen am 2. Oktober 2012
10. ↑  BaFin: Beaufsichtigung von Zweitmarktunternehmen (Memento vom 2. August 2013 im Internet Archive), abgerufen am 15. Oktober 2013
11. ↑  Verkauf von Lebensversicherungen: Selten ein gutes Geschäft Stiftung Warentest, 20. März 2012